# Стемоновые
Стемоновые (лат. Stemonaceae) — семейство однодольных цветковых растений.

## Биологическое описание
Виды семейства Стемоновые — это травянистые растения или лианы. Листья растений очередные или мутовчатые. Цветки небольшого или среднего размера, одиночные или собраны в соцветия. В цветке 4 тычинки.

## Распространение
Виды семейства Стемоновые встречаются в Юго-Восточной Азии, в Малайзии и в Северной Австралии.

## Роды
- Croomia Torr. — Крумия[2]
- Stemona Lour. — Стемона[2]
- Stichoneuron Hook.f. — Стихоневрон[2]
- Pentastemona Steenis